# Intervenant en loisir
 (janvier 2019).
Si vous disposez d'ouvrages ou d'articles de référence ou si vous connaissez des sites web de qualité traitant du thème abordé ici, merci de compléter l'article en donnant les références utiles à sa vérifiabilité et en les liant à la section « Notes et références ».
 (janvier 2019).
L'intervenant en loisir est un  métier.

## Description
Au Canada, l'intervenant ou le technicien en loisir a pour tâche de planifier, de gérer et d’organiser des programmes d'activités  culturelles, sociales et sportives. Il doit  assurer l'animation dans une résidence pour personnes âgées ou dans un centre de loisirs en faisant preuve de créativité et d'originalité, afin d’adapter ses activités aux besoins des personnes, dans le but de motiver le plus grand nombre de participants, il doit suivre le programme technique de loisir pour exercer au Québec .